# Menstede-Coldinne
Menstede-Coldinne ist seit der Gebiets- und Verwaltungsreform von 1. Juli 1972 ein Teil der Einheitsgemeinde Großheide im ostfriesischen Landkreis Aurich. Der Ortsteil umfasst die Dörfer Menstede, Coldinne, Klosterdorf, Kölke, Breitefeld, Blinkheide, Coldinnergaste, Strück und Westerbrande, die zusammengenommen eine Fläche von 1.245 Hektar bedecken. Im Jahre 2006 lebten in dem Ortsteil insgesamt 1.293 Einwohner, davon in Coldinne 445, in Menstede 470 und in Südcoldinne 378.

## Entwicklung des Ortsnamens
Die Ortsbezeichnung geht auf das Kloster Coldinne zurück. Zur Deutung des Namens gibt es verschiedene Theorien. So könnte es sich entweder um eine Ableitung von der Bezeichnung des Klosters ter waeren minne oder aber um einen im Ursprung friesisch-niederdeutschen Flurnamen handeln, der entweder mit „Kalte Wiese“, „unbewohntes Haus“ oder mit „unbewohnte Gastwirtschaft“ übersetzt werden könnte.
Menstede ist dagegen eine Zusammensetzung des Rufnamens „Meene“ mit „Stelle“, könnte aber auch „Ort der Maane“ (=Gemeinschaft) bedeuten.

## Wappen

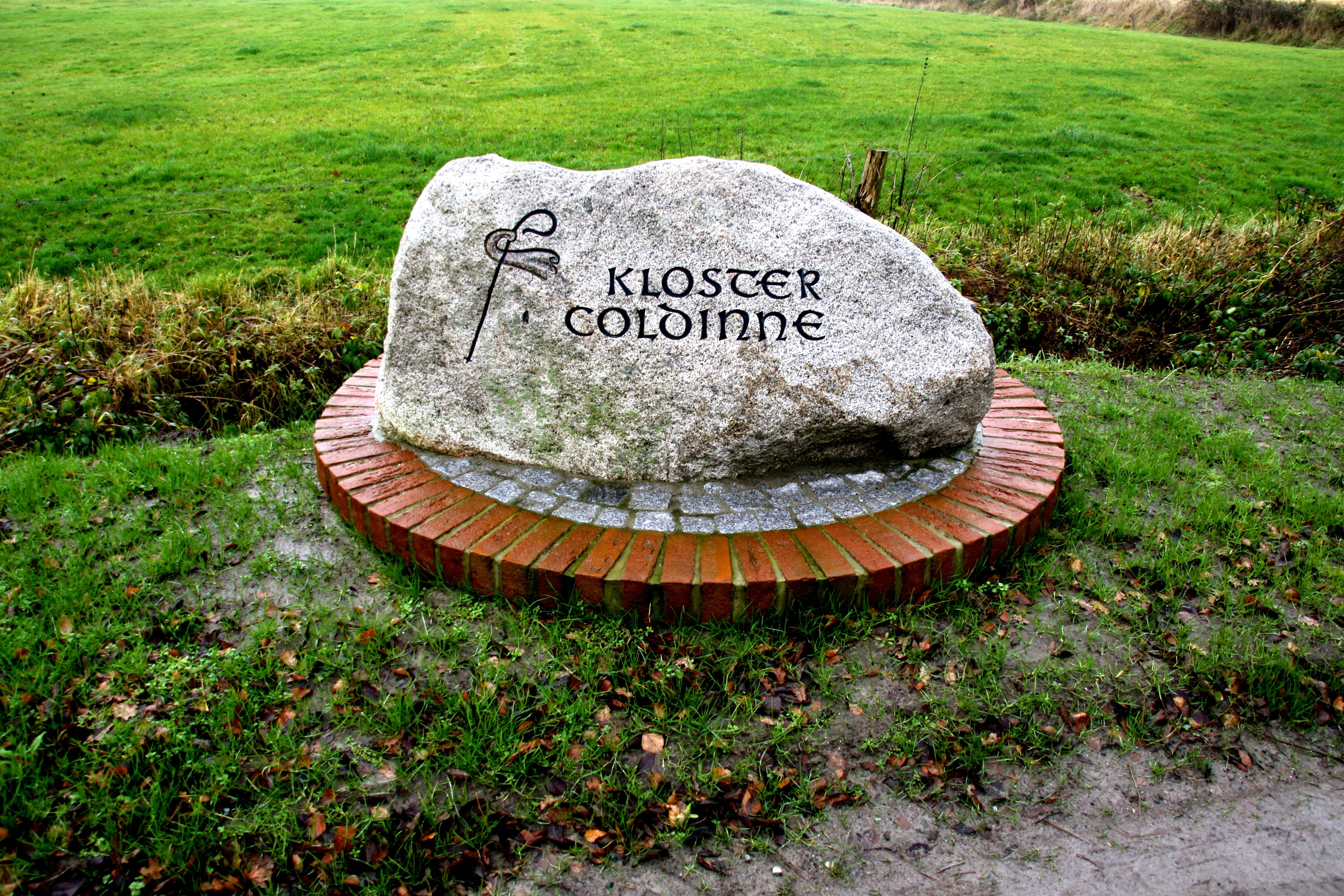
Gedenkstein für das ehemalige Kloster Coldinne

| Wappen der früheren Gemeinde Menstede-Coldinne | Blasonierung: „In Grün ein silberner (weißer) Wolf vor einem schräglinks gestellten goldenen (gelben) Abtstab, daran ein silbernes (weißes), golden (gelb) gesäumtes Velum.“ |
| Wappen der früheren Gemeinde Menstede-Coldinne | Wappenbegründung: Das von Ulf-Dietrich Korn entworfene Wappen wurde am 28. August 1962 vom Regierungspräsidenten in Aurich genehmigt. Der Abtstab weist auf das frühere Kloster Coldinne hin. Der Wolf erinnert daran, dass in der abgelegenen, fast nur von Schäfern bewohnten Heide der letzte Wolf Ostfrieslands erlegt wurde. |